# Emanuele Casamassima
Emanuele Casamassima (Roma, 14 marzo 1916 – Firenze, 12 settembre 1988) è stato un bibliotecario e paleografo italiano, fra i più eminenti del XX secolo.

## Biografia
Entrato nella carriera bibliotecaria nel 1949, si occupò prevalentemente di biblioteconomia e codicologia. Sotto la supervisione di Anita Mondolfo, si mise presto in luce per capacità organizzativa tanto da essere nominato nel 1965  direttore della Biblioteca Nazionale Centrale di Firenze, incarico che resse fino al 1970. Durante questi anni ebbe modo di guadagnarsi una certa notorietà al di fuori del mondo degli studiosi per la sua intraprendenza e implacabile determinazione nel lottare per limitare i danni che l'alluvione di Firenze inflisse nel novembre 1966 ai preziosissimi documenti conservati nella biblioteca. 
Al di là dell'aver, come riferisce una leggenda urbana, liquidato il Presidente della Repubblica Giuseppe Saragat in visita con un ci lasci lavorare, Casamassima ruppe la consuetudine che restringeva l'accesso ai preziosi manoscritti e documenti, facendo della biblioteca una città aperta, accogliendo chiunque avesse buona volontà di collaborare al salvataggio della ricchezza culturale di Firenze. Contemporaneamente diede spazio a tutte le novità più recenti nel campo della conservazione e del restauro dei documenti, favorendo un balzo in avanti nella ricerca di cui si sentono tuttora gli effetti. Il Laboratorio di restauro della biblioteca è ancora oggi, pur con scarsità di risorse e di organico, un  Centro di eccellenza.
Nel 1970, lasciato l'incarico alla Nazionale, occupò la cattedra di Paleografia all'Università degli Studi di Trieste; durante la sua permanenza ebbe modo di essere sia pur marginalmente coinvolto in un altro disastro naturale con gravissime conseguenze per il patrimonio culturale italiano, il terremoto del Friuli. La  Biblioteca Guarneriana di San Daniele del Friuli, gravemente colpita ma rimasta aperta lo vide frequentatore solerte. Passò poi all'università di Firenze, dove continuò a insegnare nonostante le interruzioni dovute ad una salute malferma. Il suo approccio alla paleografia era completamente nuovo, ed affondava in un'interpretazione dei principi dello strutturalismo adattandolo alla materia. Il prodotto di questi anni di didattica, pubblicato postumo, Tradizione corsiva e tradizione libraria nella scrittura latina del Medioevo funge da manuale in numerosi corsi universitari in tutta Italia.
Poco prima della sua morte fu nominato membro della International Committee for Latin Paleography. Fu stroncato da un attacco cardiaco su un mezzo pubblico tra Firenze ed Impruneta. Stava per iniziare un nuovo progetto di esame di depositi di manoscritti della "sua" Biblioteca Nazionale.

## Opere
- Emanuele Casamassima, Tradizione corsiva e libraria nella scrittura latina del Medioevo, Roma, Gela, 1988. Ristampa anastatica, Vecchiarelli, 2004.
- Emanuele Casamassima e Emidio Cerulli, Aspetti, strutture, strumenti del sistema bibliotecario italiano, Roma, Fratelli Palombi, 1969.
- Emanuele Casamassima, Tradizione corsiva e tradizione libraria nella scrittura latina del Medioevo, Roma, Gela, 1988.
- Emanuele Casamassima, La prima edizione della Divina Commedia, Foligno 1472, Milano, Edizioni Il Polifilo, 1972.
- Emanuele Casamassima, Trattati di scrittura del Cinquecento italiano, Roma, Edizioni Il Polifilo, 1966.
- Emanuele Casamassima, Viaggio nelle biblioteche tedesche (1956-1963), Manziana, Vecchiarelli, 2002.